# Tours-sur-Marne
Pour les articles homonymes, voir Tours (homonymie).
Tours-sur-Marne est une commune française, située dans le département de la Marne en région Grand Est.

## Géographie
Situé sur le canal latéral à la Marne et sur la Marne (rivière), le village est traversé par la route qui relie Châlons-en-Champagne à Épernay. Il se trouve sur le versant sud du parc naturel régional de la Montagne de Reims .
| Val de Livre | Bouzy           | Ambonnay        |
| Aÿ-Champagne | Tours-sur-Marne | Condé-sur-Marne |
| Plivot       | Athis           | Jâlons          |

### Hydrographie
La commune est dans la région hydrographique « la Seine de sa source au confluent de l'Oise (exclu) » au sein du bassin Seine-Normandie. Elle est drainée par la Marne, le canal latéral à la Marne, les Tarnauds et le Fossé 01 des Roses,.
La Marne  prend sa source sur le plateau de Langres, dans la commune de Saints-Geosmes (Haute-Marne) et se jette dans la Seine entre Charenton-le-Pont et Alfortville (Val-de-Marne) dans le quartier de Conflans-l'Archevêque.
Le canal latéral à la Marne est un canal, chenal navigable de 67 km reliant Vitry-le-françois à Mardeuil où il se jette dans la Marne.
Les Tarnauds, d'une longueur de 19 km, prend sa source dans la commune de Jâlons et se jette  dans la Marne à Épernay, après avoir traversé huit communes.

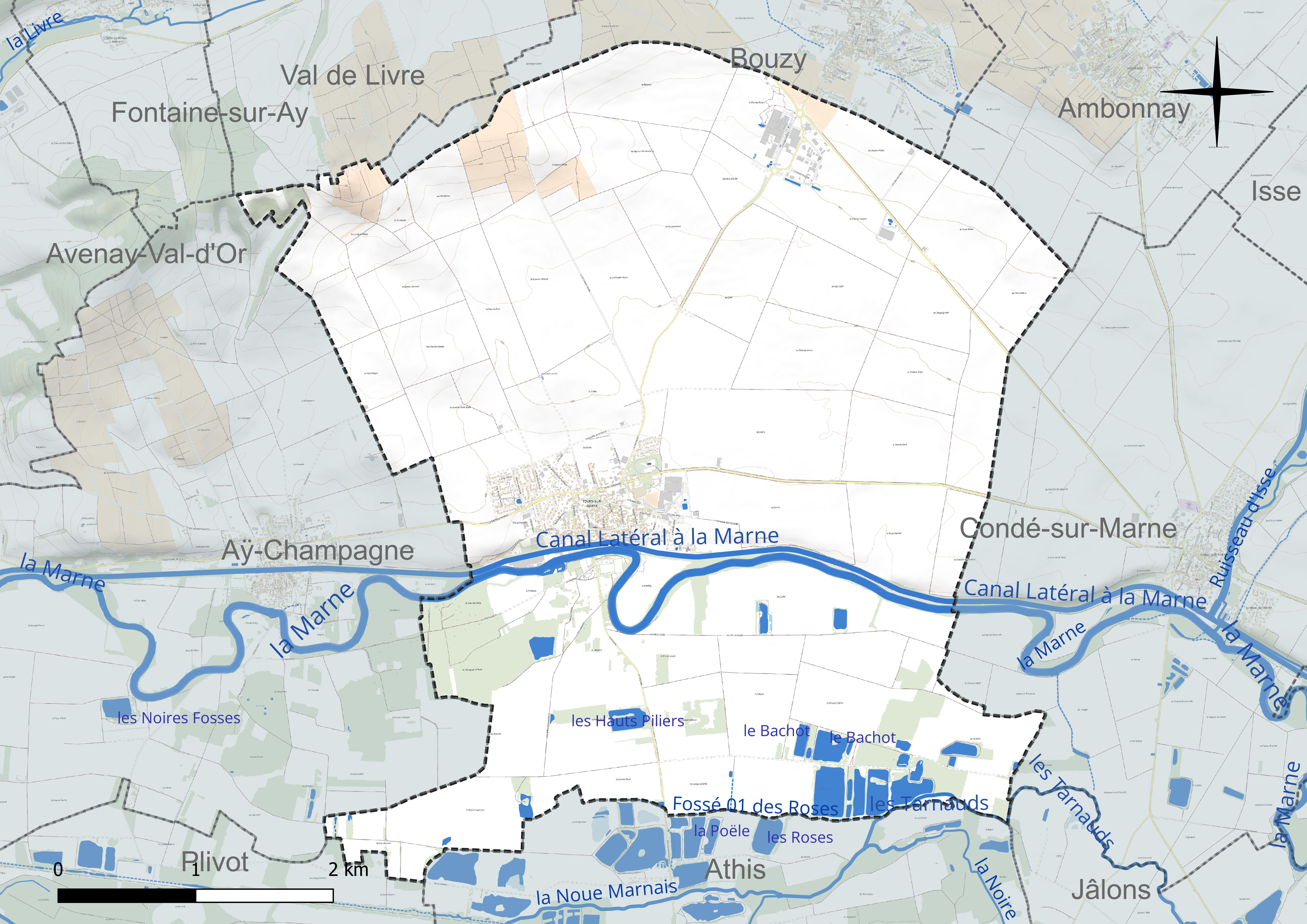
Réseau hydrographique de Tours-sur-Marne.

Trois plans d'eau complètent le réseau hydrographique : le Bachot (4,6 ha), le Champ d'écury (7,6 ha) et les Hauts Piliers (3,4 ha),.

### Climat
Pour des articles plus généraux, voir Climat du Grand Est et Climat de la Marne.
En 2010, le climat de la commune est de type climat océanique dégradé des plaines du Centre et du Nord, selon une étude du Centre national de la recherche scientifique s'appuyant sur une série de données couvrant la période 1971-2000. En 2020, Météo-France publie une typologie des climats de la France métropolitaine dans laquelle la commune est exposée à un climat océanique altéré et est dans la région climatique Nord-est du bassin Parisien, caractérisée par un ensoleillement médiocre, une pluviométrie moyenne régulièrement répartie au cours de l’année et un hiver froid (3 °C).
Pour la période 1971-2000, la température annuelle moyenne est de 10,3 °C, avec une amplitude thermique annuelle de 15,8 °C. Le cumul annuel moyen de précipitations est de 698 mm, avec 11,5 jours de précipitations en janvier et 7,8 jours en juillet. Pour la période 1991-2020, la température moyenne annuelle observée sur la station météorologique de Météo-France la plus proche, « Bouzy-Civc », sur la commune de Bouzy à 4 km à vol d'oiseau, est de 11,5 °C et le cumul annuel moyen de précipitations est de 687,5 mm. 
La température maximale relevée sur cette station est de 41,2 °C, atteinte le 25 juillet 2019 ; la température minimale est de −20,5 °C, atteinte le 16 janvier 1985,,.
Les paramètres climatiques de la commune ont été estimés pour le milieu du siècle (2041-2070) selon différents scénarios d'émission de gaz à effet de serre à partir des nouvelles projections climatiques de référence DRIAS-2020. Ils sont consultables sur un site dédié publié par Météo-France en novembre 2022.

### Milieux naturels et biodiversité
Tours-sur-Marne compte une zone naturelle d'intérêt écologique, faunistique et floristique (ZNIEFF) de type I, la ZNIEFF des « boisements, gravières, prairies et cours d'eau de Cherville à Plivot et Bisseuil » qui s'étend sur près de 800 hectares entre la Marne (au nord) et Les Tarnauds puis la Noire (au sud). Ses forêts sont constituées d'aulnaies-frênaies et de peupleraies, particulièrement présentes autour des Tarnauds. Ses prairies, semées de fétuque faux-roseau, abritent quelques espèces protégées telles la gratiole officinale et la violette élevée. Ces prairies sont menacées par l'agriculture, dont l'expansion a conduit à réduire sensiblement la taille de la ZNIEFF en 2003. Sur les rivières de la ZNIEFF ou dans les anciennes gravières transformées en étangs privés, les groupements aquatiques flottants ou semi-immergés accueillent l'utriculaire vulgaire ou la renoncule aquatique. À proximité de la Marne ou au sud du chemin de fer, on trouve des marécages (roselières, cariçaies, etc.). Ces zones sont également menacées, par le développement des peupleraies. À Tours-sur-Marne, des constructions (aux Bois Marteaux) viennent également menacer le site. Grâce à ces différents milieux, la ZNIEFF connaît une avifaune riche. Parmi les espèces rares qui y nichent, on peut notamment citer la locustelle luscinioïde, la pie-grièche écorcheur, le râle des genêts ou la sterne pierregarin.
Le territoire communal au sud du canal latéral à la Marne, dont la ZNIEFF des « boisements, gravières, prairies et cours d'eau de Cherville à Plivot et Bisseuil », est inclus dans la ZNIEFF de type II de la « vallée de la Marne de Vitry-le-François à Épernay ». Cette dernière s'étend sur plus de 13 000 hectares entre ceux deux villes et comprend sept ZNIEFF de type I représentant « les milieux les plus remarquables et les mieux conservés de cette partie de la vallée ».

## Urbanisme

### Typologie
Au 1er janvier 2024, Tours-sur-Marne est catégorisée bourg rural, selon la nouvelle grille communale de densité à sept niveaux définie par l'Insee en 2022.
Elle est située hors unité urbaine. Par ailleurs la commune fait partie de l'aire d'attraction d'Épernay, dont elle est une commune de la couronne,. Cette aire, qui regroupe 44 communes, est catégorisée dans les aires de 50 000 à moins de 200 000 habitants,.

### Occupation des sols
L'occupation des sols de la commune, telle qu'elle ressort de la base de données européenne d’occupation biophysique des sols Corine Land Cover (CLC), est marquée par l'importance des territoires agricoles (88,9 % en 2018), en diminution par rapport à 1990 (90,2 %). La répartition détaillée en 2018 est la suivante : terres arables (83,8 %), zones urbanisées (4,2 %), forêts (3,9 %), cultures permanentes (3,8 %), eaux continentales (1,8 %), zones agricoles hétérogènes (1,3 %), zones industrielles ou commerciales et réseaux de communication (1,1 %). À noter que les cultures permanentes correspondent principalement au vignoble. L'évolution de l’occupation des sols de la commune et de ses infrastructures peut être observée sur les différentes représentations cartographiques du territoire : la carte de Cassini (XVIIIe siècle), la carte d'état-major (1820-1866) et les cartes ou photos aériennes de l'IGN pour la période actuelle (1950 à aujourd'hui).

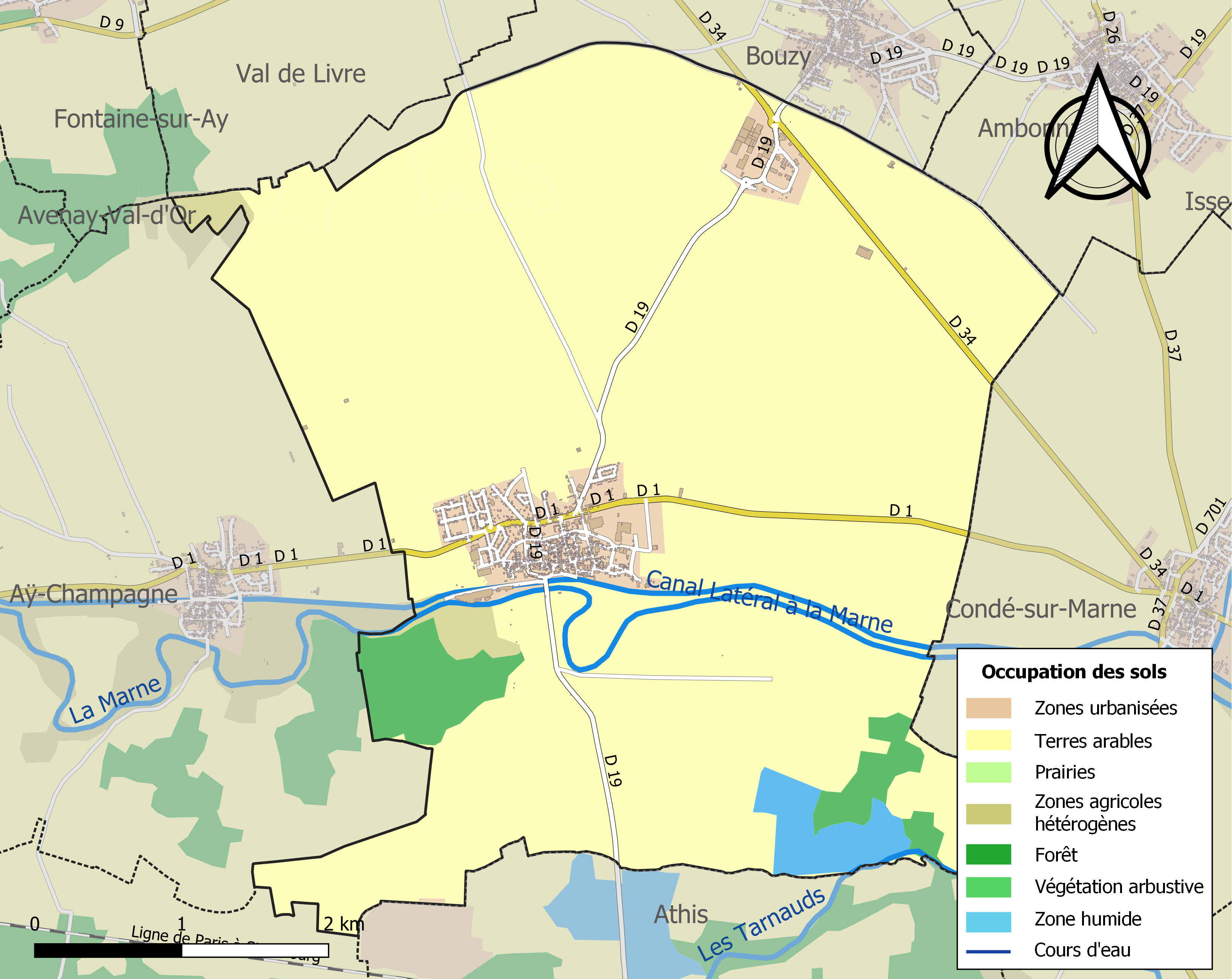
Carte des infrastructures et de l'occupation des sols de la commune en 2018 (CLC).

### Logement
En 2017, l'Insee recense 639 logements à Tours-sur-Marne. Ces logements sont à 86,8 % des maisons et à 11,5 % des appartements. En conséquence, 78,9 % des résidences principales comptent au moins 4 pièces et 47 % en comptent 5 ou plus.
Parmi les logements recensés dans la commune, 90,1 % sont des résidences principales, 2,4 % des résidences secondaires et 7,4 % des logements vacants. Près trois ménages sur quatre sont propriétaires de leur logement (74,2 %), un chiffre proche de la moyenne intercommunale (71 %) et supérieur à la moyenne départementale (51,2 %).
Le tableau ci-dessous présente une comparaison de quelques indicateurs chiffrés du logement pour Tours-sur-Marne, la communauté de communes de la Grande Vallée de la Marne (CCGVM) et le département de la Marne :
|                                        | Tours-sur-Marne | CCGVM | Marne   |
| -------------------------------------- | --------------- | ----- | ------- |
| Ensemble des logements                 | 639             | 7 459 | 294 041 |
| Part des résidences principales (en %) | 90,1            | 88,2  | 88,4    |
| Part des résidences secondaires (en %) | 2,4             | 2,8   | 2,7     |
| Part des logements vacants (en %)      | 7,4             | 8,9   | 8,9     |

Parmi les 118 résidences principales construites avant 2015, 26,3 % avaient été construites avant 1945, 25,0 % entre 1946 et 1970, 17,5 % entre 1971 et 1990, 18,8 % entre 1991 et 2005 et 12,3 % depuis 2006.
Le tableau ci-dessous présente l'évolution du nombre de logements sur le territoire de la commune, par catégorie, depuis 1968 :
|                        | 1968 | 1975 | 1982 | 1990 | 1999 | 2007 | 2012 | 2017 |
| ---------------------- | ---- | ---- | ---- | ---- | ---- | ---- | ---- | ---- |
| Résidences principales | 307  | 377  | 408  | 407  | 444  | 510  | 549  | 576  |
| Résidences secondaires | 19   | 27   | 17   | 7    | 14   | 13   | 15   | 15   |
| Logements vacants      | 31   | 58   | 31   | 42   | 25   | 27   | 43   | 48   |
| Total                  | 357  | 462  | 456  | 456  | 483  | 550  | 607  | 639  |

### Risques naturels et technologiques
Le territoire de Tours-sur-Marne est vulnérable à différents risques naturels et technologiques. La commune est dans l'obligation d'élaborer et publier un document d'information communal sur les risques majeurs ainsi qu'un plan communal de sauvegarde.
Située dans la vallée de la Marne, la commune est touchée par le risque d'inondation au sud de son territoire. Elle est concernée par le plan de prévention du risque inondation par débordement de la Marne sur le secteur d'Épernay, datant de 2017. Elle est également soumise au risque de rupture de barrage, en cas de rupture du lac-réservoir Marne (lac du Der) situé à environ 72 km en amont de Tours-sur-Marne. La commune a fait l'objet de plusieurs arrêtés reconnaissant l'état de catastrophe naturelle pour des inondations et coulées de boue parfois accompagnées de mouvements de terrain (en 1983, 1999 et 2018).
Le risque sismique est très faible sur le territoire communal. De même, le potentiel radon de la commune est faible.
Sur le plan industriel, Tours-sur-Marne compte quatre installations classées pour la protection de l'environnement (non Seveso) : Laurent Perrier et Smurfit Kappa France à proximité du village ainsi que Broyage Nord Est et Vranken-Pommery Production dans la zone d'activités au nord de la commune. Tours-sur-Marne est également concernée par le transport de marchandises dangereuses en raison de la présence sur le territoire communal de gazoducs,.

## Toponymie
Le nom de la localité est attesté sous les formes Turnum, in pago Remensi, super fluvium Maternum positum (886) ; Turris (vers 948) ; Turres super Maternam (1119) ; Turris super Maternam (1225) ; Tors (1133-1142) ; Villa Turones (1144) ; Turones super Maternam (1168) ; Turrum (1169) ; Turs, Rogerus de [Turribus] supra Maternam (1188) ; Tor, le Tor, les Tours-sor-Marne, [Tours]-sur-Materne, Turres super Maternam… (vers 1222) ; Toul (1224) ; Tors-sur-Marne (vers 1231) ; Tullum super Maternam (1256-1270) ; Tour-sur-Marne (vers 1274) ; Tourz-seur-Marne (1295) ; Turris supra Maternam (1302) ; Tours-seur-Marne (1303) ; Tour-seur-Marne (1340) ; Thoursurmarne (1444) ; Tou-sur-Marne (1456) ; Thoul sur la rivière de Marne (1526) ; Thou-sur-Marne (1556) ; Tou-sur-Marne (1734).

De l'oïl tour « détour , sinuosité d'une rivière », de la Marne, une rivière située à l'est du Bassin parisien, qui traverse le territoire de la commune.

## Histoire

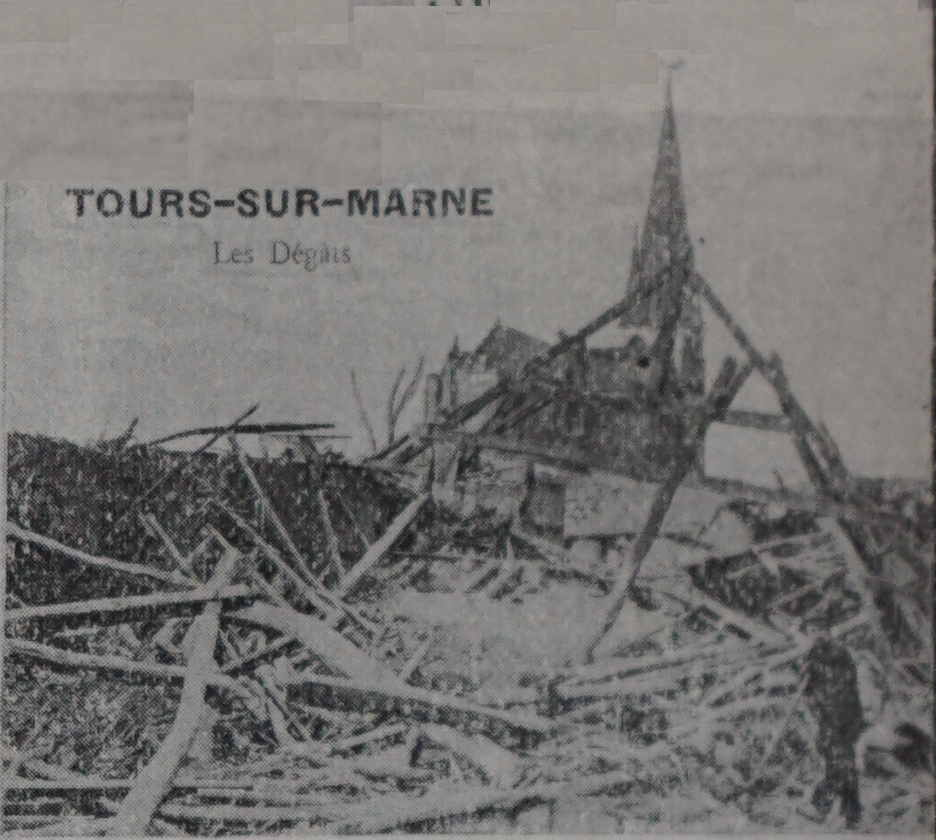
Inondation de 1910.
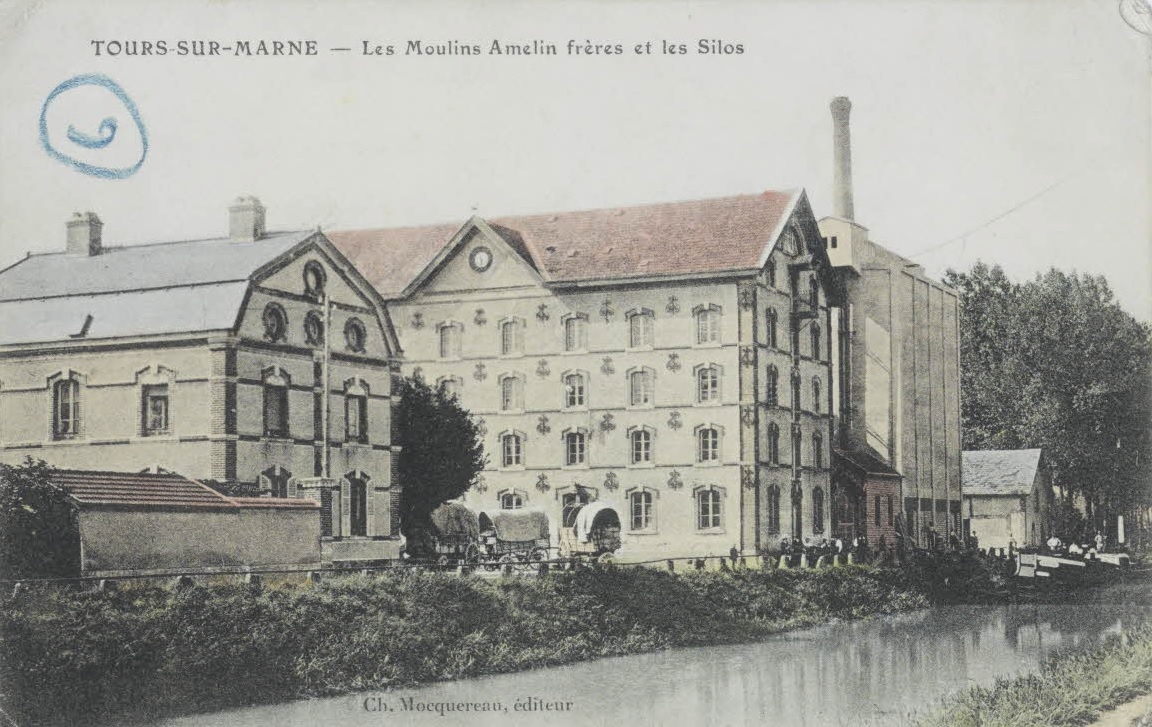
Moulins et silos de la société Amelin frères à Tours-sur-Marne, carte postale [1900-1913]. Archives nationales de France

Au XIIe siècle le chapitre Saint Maurice de Tours sur Marne est un des établissements religieux les plus anciens de la région et aucun auteur, à l'exception de dom Marlot, ne s'en est occupé. Flodoart nous apprend que le roi Charles-le-Simple ayant donné au chapitre de Tours une portion du village de Tours-sur-Marne, l'archevêque de cette ville obtint de l'archevêque Hincmar la permission d'élever, dans cette partie de la paroisse, un oratoire sous sa juridiction il y fonda quatre canonicats. Il y avait deux offices ou dignitaires attachés à deux des canonicats celui de sacristain et celui de trésorier.
Le village eut à subir de grands dommages lors de la crue de mars 1910.

## Politique et administration

### Rattachements administratifs et électoraux
Du point de vue administratif, la commune est rattachée à l'arrondissement d'Épernay, dans le département de la Marne en région Grand Est. Jusqu'en 2006, elle appartenait à l'arrondissement de Reims.
Sur le plan électoral, Tours-sur-Marne fait partie du canton d'Épernay-1 (pour les élections départementales) et de la troisième circonscription de la Marne (pour les élections législatives). Avant le redécoupage cantonal de 2014, elle faisait partie du canton d'Ay.

### Intercommunalité
Tours-sur-Marne fait partie de la communauté de communes de la Grande Vallée de la Marne (CCGVM) depuis un arrêté préfectoral du 28 décembre 2010. Elle faisait auparavant partie de la communauté de communes de la Côte des Noirs, dissoute le 29 décembre 2010 après le départ de toutes ses communes (sauf Bouzy) pour intégrer la CCGVM.
Au 1er janvier 2021, la commune appartient également aux intercommunalités suivantes (syndicats mixtes) : le SM de démoustication en aval de Châlons-en-Champagne, le SM de la Marne Moyenne (pour la compétence GEMAPI), le SM intercommunal d'énergies de la Marne (SIEM), le SM des eaux de Bisseuil et le SM de réalisation et de gestion du parc naturel régional de la Montagne de Reims.

### Tendances politiques et résultats
Depuis 2000, l'électorat de Tours-sur-Marne tend globalement vers la droite, avec de bons scores de l'extrême droite (notamment depuis 2014). Jusqu'en 2010, la gauche peut tirer son épingle du jeu lors d'élections locales (régionales ou cantonales).

### Administration municipale

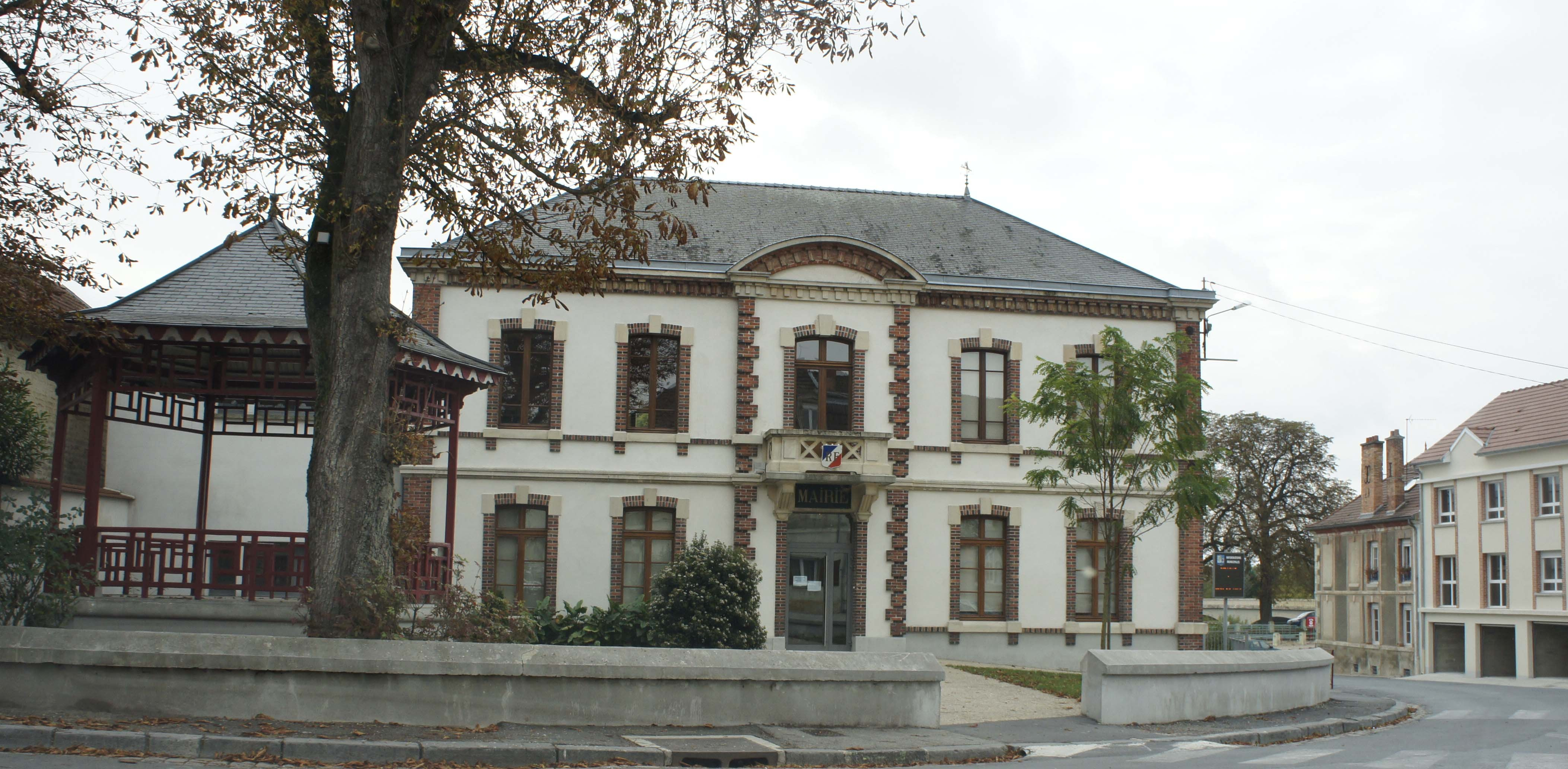
La mairie de Tours-sur-Marne.

| Période                                  | Période                      | Identité        | Étiquette | Qualité                         |
| ---------------------------------------- | ---------------------------- | --------------- | --------- | ------------------------------- |
| Les données manquantes sont à compléter. |                              |                 |           |                                 |
| 1879                                     |                              | Pierlot         |           |                                 |
| 2001                                     | 2013                         | Bernard Recarte |           |                                 |
| 2013                                     | En cours (au 4 juillet 2014) | Annie Potisek   |           | Réélue pour le mandat 2014-2020 |

### Jumelage
Au 1er janvier 2021, Tours-sur-Marne n'est jumelée avec aucune commune.

## Équipements et services publics

### Eau et assainissement
L'approvisionnement en eau potable et l'assainissement des eaux usées sont des compétences de la communauté de communes de la Grande Vallée de la Marne (CCGVM).
En 2019, les deux installations de production d'eau potable en état de fonctionnement de l'intercommunalité sont le captage de Bisseuil et le forage de Tauxières-Mutry. Concernant le stockage de l'eau potable, Tours-sur-Marne accueille un réservoir de 400 m3.
L'assainissement des eaux usées de la commune est assuré, de manière collective, par une station d'épuration à boue activée d'une capacité de 2 400 équivalents-habitants. La zone d'activités de Tours-sur-Marne dispose de sa propre station d'épuration à filtres à roseaux, d'une capacité de 45 EH.

### Gestion des déchets
La CCGVM est également compétente en matière de déchets. Elle organise le ramassage des déchets, en distinguant les ordures ménagères, les biodéchets, les déchets recyclables, le verre et les ordures ménagères des habitats collectifs. Les déchets (hors verre) sont ensuite valorisés par le syndicat de valorisation des ordures ménagères de la Marne (SYVALOM).
La CCGVM met à disposition de ses habitants quatre déchetteries, dont la déchetterie de Tours-sur-Marne. Les autres déchetteries intercommunales se trouvent à Aÿ, Dizy et Mareuil-sur-Ay,.

### Justice et sécurité
Du point de vue judiciaire, Tours-sur-Marne relève du conseil de prud'hommes, du tribunal de commerce, du tribunal judiciaire, du tribunal paritaire des baux ruraux et du tribunal pour enfants de Reims, dans le ressort de la cour d'appel de Reims. Pour le contentieux administratif, la commune dépend du tribunal administratif de Châlons-en-Champagne et de la cour administrative d'appel de Nancy.
Tours-sur-Marne est située en secteur Gendarmerie nationale et dépend de la brigade d'Aÿ-Champagne.
En matière d'incendie et de secours, Tours-sur-Marne dispose d'un centre de secours rénové en 2019. Il accueille 32 sapeurs-pompiers qui effectuent environ 400 sorties par an (2018). Le centre de secours principal le plus proche est celui d'Épernay. Les deux centres de secours dépendent du Service départemental d'incendie et de secours (SDIS) de la Marne. La commune bénéficie également du centre de première intervention intercommunal de la Grande Vallée de la Marne, situé à Aÿ-Champagne et composé d'une vingtaine de sapeurs-pompiers volontaires.

## Population et société

### Démographie

#### Évolution de la population
De la Révolution française à la Première Guerre mondiale, la population de Tours-sur-Marne est relativement stable, entre 800 et 1 000 habitants. Elle chute entre les deux guerres, avant de croître à nouveau après la Seconde Guerre mondiale : sa population augmente notamment de 70 % entre 1946 et 1975. Après une baisse dans les années 1980, Tours-sur-Marne continue de voir sa population légèrement augmenter.
L'évolution du nombre d'habitants est connue à travers les recensements de la population effectués dans la commune depuis 1793. Pour les communes de moins de 10 000 habitants, une enquête de recensement portant sur toute la population est réalisée tous les cinq ans, les populations de référence des années intermédiaires étant quant à elles estimées par interpolation ou extrapolation. Pour la commune, le premier recensement exhaustif entrant dans le cadre du nouveau dispositif a été réalisé en 2008.

En 2022, la commune comptait 1 371 habitants, en évolution de −0,58 % par rapport à 2016 (Marne : −1,19 %, France hors Mayotte : +2,11 %).
| 1793 | 1800 | 1806 | 1821 | 1831 | 1836 | 1841 | 1846 | 1851 |
| ---- | ---- | ---- | ---- | ---- | ---- | ---- | ---- | ---- |
| 765  | 798  | 816  | 820  | 826  | 825  | 860  | 865  | 871  |

| 1856 | 1861 | 1866 | 1872 | 1876 | 1881 | 1886 | 1891 | 1896 |
| ---- | ---- | ---- | ---- | ---- | ---- | ---- | ---- | ---- |
| 891  | 946  | 933  | 915  | 875  | 919  | 984  | 950  | 993  |

| 1901 | 1906 | 1911 | 1921 | 1926 | 1931 | 1936 | 1946 | 1954 |
| ---- | ---- | ---- | ---- | ---- | ---- | ---- | ---- | ---- |
| 952  | 945  | 832  | 799  | 701  | 705  | 745  | 735  | 773  |

| 1962 | 1968  | 1975  | 1982  | 1990  | 1999  | 2006  | 2008  | 2013  |
| ---- | ----- | ----- | ----- | ----- | ----- | ----- | ----- | ----- |
| 873  | 1 100 | 1 249 | 1 207 | 1 152 | 1 207 | 1 292 | 1 312 | 1 376 |

| 2018  | 2022  | - | - | - | - | - | - | - |
| ----- | ----- | - | - | - | - | - | - | - |
| 1 384 | 1 371 | - | - | - | - | - | - | - |

#### Pyramide des âges
La population de la commune est relativement jeune.
En 2018, le taux de personnes d'un âge inférieur à 30 ans s'élève à 33,9 %, soit en dessous de la moyenne départementale (36,9 %). À l'inverse, le taux de personnes d'âge supérieur à 60 ans est de 23,6 % la même année, alors qu'il est de 25,3 % au niveau départemental.
En 2018, la commune comptait 682 hommes pour 702 femmes, soit un taux de 50,72 % de femmes, légèrement inférieur au taux départemental (51,6 %).
Les pyramides des âges de la commune et du département s'établissent comme suit.
| Hommes | Classe d’âge | Femmes |
| ------ | ------------ | ------ |
| 0,1    | 90 ou +      | 0,7    |
| 6,0    | 75-89 ans    | 9,3    |
| 16,6   | 60-74 ans    | 14,5   |
| 23,3   | 45-59 ans    | 20,7   |
| 19,8   | 30-44 ans    | 21,4   |
| 13,8   | 15-29 ans    | 13,5   |
| 20,4   | 0-14 ans     | 19,9   |

| Hommes | Classe d’âge | Femmes |
| ------ | ------------ | ------ |
| 0,6    | 90 ou +      | 1,8    |
| 6,5    | 75-89 ans    | 9,2    |
| 16,5   | 60-74 ans    | 17,8   |
| 19,7   | 45-59 ans    | 19,1   |
| 18,6   | 30-44 ans    | 17,5   |
| 19,9   | 15-29 ans    | 18,2   |
| 18,2   | 0-14 ans     | 16,6   |

### Cultes
L'église Sainte-Madeleine est de confession catholique. Tours-sur-Marne fait partie de la paroisse « la grappe et l'épi », dépendant du diocèse de Reims, avec les villages voisins d'Ambonnay, Bisseuil, Bouzy et Val de Livre. Son siège est à Bouzy.

## Économie

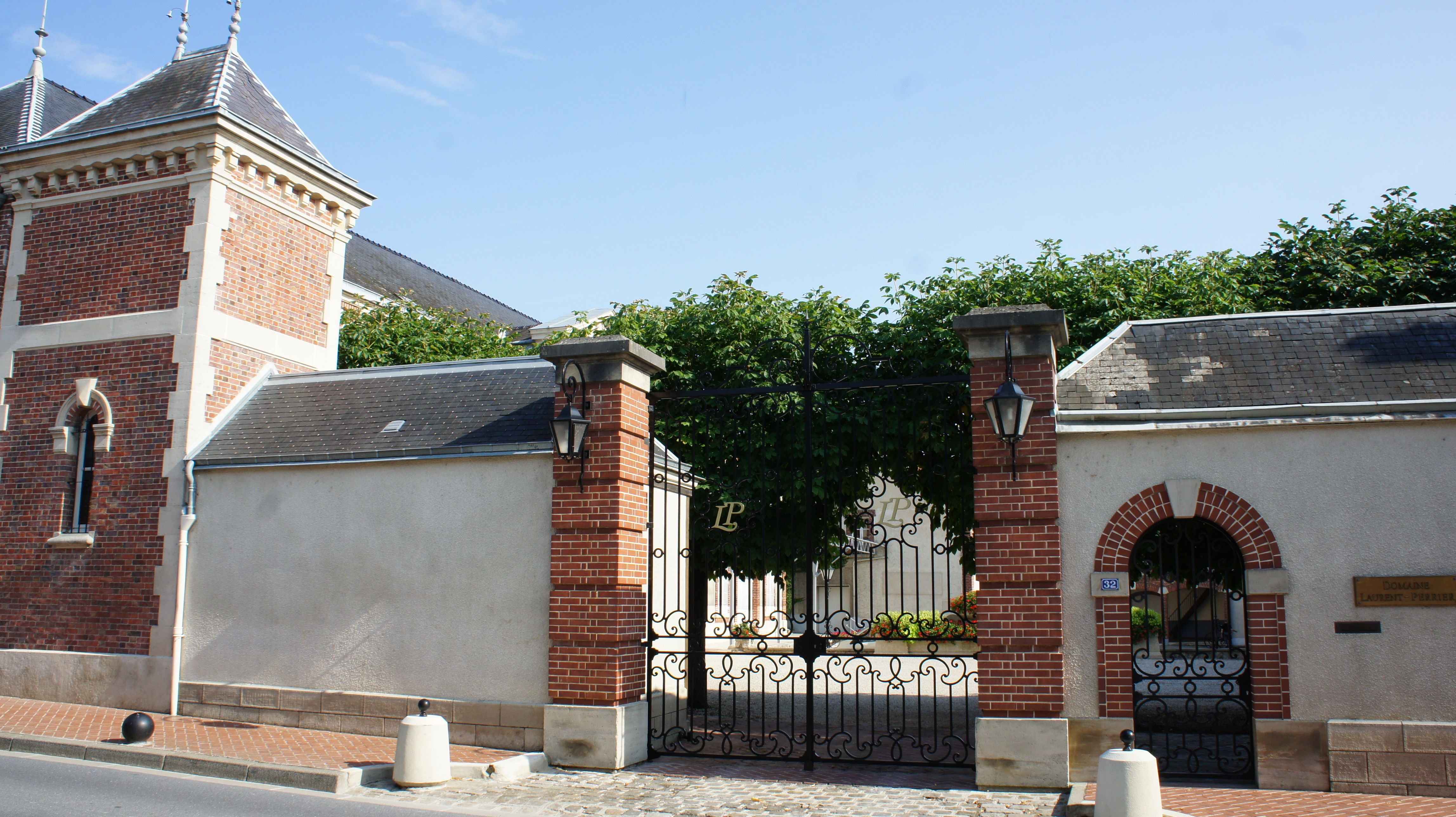
L'entrée de la maison de champagne Laurent Perrier.

La ville est le siège du champagne Laurent-Perrier.

## Culture et patrimoine

### Lieux et monuments
- L'église Sainte-Marie-Madeleine.

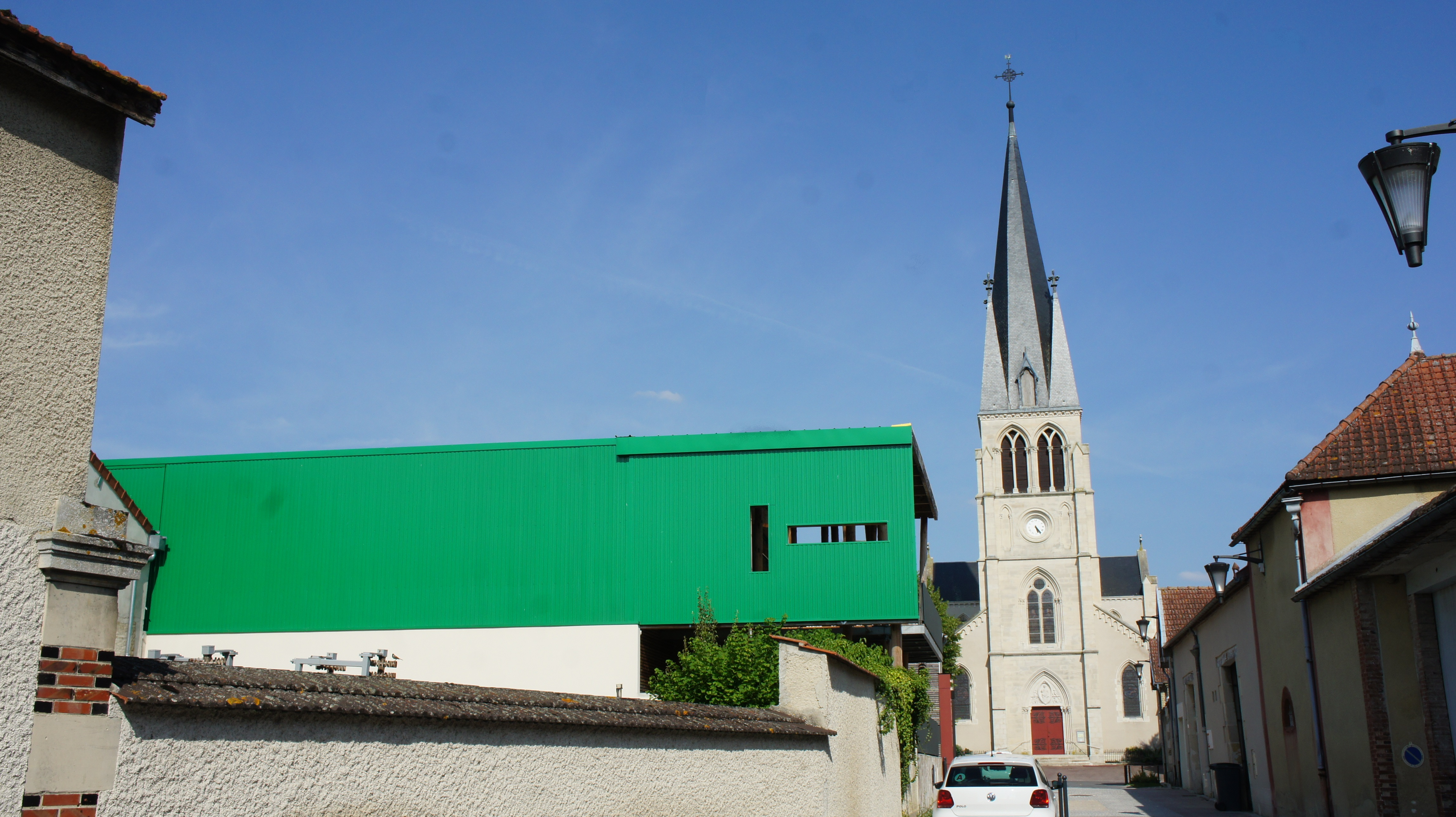
L'église Sainte-Marie-Madeleine et l'école.

- Le monument aux morts de 1870-1871 dans le cimetière.

### Personnalités liées à la commune
- Marguerite « de Craon » de Nevers, née vers 1370, morte vers 1420 dame de Tours-sur-Marne, (fille de Jean Ier « de Craon » de Nevers et de Marie de Châtillon) épouse en premières noces le 10 mai 1381 Bernard de Dormans, seigneur de Soupy, chambellan du duc d'Anjou  et en secondes noces en 1384 Jean de Croy, né vers 1365, mort le 25 octobre 1415 à Azincourt, seigneur de Croÿ et d’Araines, baron de Renty et de Seneghem, Grand-Bouteiller de France. Son fils du second lit : Jean de Croÿ, seigneur de Tours-sur-Marne, né vers 1403, mort en 1473 épousa Marie de Lalaing, née vers 1390, morte en 1474.
- Thierry Rabouillart (†1438), originaire de Tours-sur-Marne, connu également sous le nom de Bras de Fer, il obtient, le 20 août 1421, la 60e prébende au chapitre de la cathédrale de Reims dont il est évincé. Pourvu d'une chapellenie en l'église de Champillon, il l'échange, le 10 mars 1424, contre un canonicat à Sainte-Balsamie. Egalement titulaire d'une chapellenie en la chapelle sainte-Anne de la cathédrale de Reims, il permute ces deux titres, le 21 mars 1424, avec le chanoine Guillaume Mâchefer, contre la 51e prébende de Notre-Dame. De ce fait, il assiste, le 17 juillet 1429, au sacre de Charles VII et il figure parmi les membres du chapitre à l'époque; Il  meurt le 25 juillet 1438 et est inhumé devant les deux fenêtres du grand cellier des pressoirs du chapitre[78].
- Mathilde-Émilie Laurent-Perrier (1852-1925), entrepreneuse y est née et décédée.

### Héraldique
| Blason de Tours-sur-Marne | Blason  | D'azur à deux tours d'argent, en forme de bouchon (de champagne), maçonnées de sable, celle de dextre chargée d'un bouquet de sept épis de blé d'or, celle de senestre, réduite aux deux tiers, chargée d'une grappe de raisin de pourpre feuillée au naturel, le tout soutenu d'une tierce ondée aussi d'argent. |
| Blason de Tours-sur-Marne | Détails | Armes parlantes. Adopté. |